# Chlorobyrrhulus aeneolus
Chlorobyrrhulus aeneolus là một loài bọ cánh cứng trong họ Byrrhidae. Loài này được LeConte miêu tả khoa học năm 1863.